# Søren Sveistrup
Søren Sveistrup (født 7. januar 1968 i Kastrup) er en dansk manuskriptforfatter der har skrevet flere danske succesfulde tv-serier, blandt andet Forbrydelsen, Forbrydelsen II og Forbrydelsen III.
Søren Sveistrup, der er søn af cand.pæd.psych Hugo Sveistrup og skolelærer Helle Vosbein, voksede op på øen Thurø ud for Svendborg. Han debuterede som forfatter med en novellesamling i 1995. Sveistrup blev i 1997 færdig med uddannelsen som manuskriptforfatter fra Den Danske Filmskole. Han var hovedforfatter på tv-serien Nikolaj og Julie, der vandt en international Emmy i 2003 i kategorien for årets bedste dramaserie. Siden 2003 har han dannet par med journalist Kristina Antivakis. Sveistrup skrev i 2018 sin første bog, Kastanjemanden.

## Tilknyttede produktioner (Film og TV)
- Kastanjemanden, (TV-serie) (2021)
- Der kommer en dag (2016)
- The Killing (US), (TV-serie) (2011)
- Forbrydelsen, (TV-serie) (2007)
- Nikolaj & Julie, (TV-serie) (2002)
- Hotellet (At the Faber), (TV-serie) (2000)
- Afsporet, (kortfilm) (1999)
- Taxa, (manuskriptforfatter) (1998-1999)
- Latino, (kortfilm) (1997)
- Deadline, (TV-film) (1997)

## Priser
- British Academy Television Awards for Forbrydelsen.
- International Emmy Award for Nikolaj & Julie.